# Colpotrochia rufigaster
Colpotrochia rufigaster är en stekelart som beskrevs av Setsuya Momoi 1966. Colpotrochia rufigaster ingår i släktet Colpotrochia och familjen brokparasitsteklar. Inga underarter finns listade i Catalogue of Life.